# Il colchico e la rosa
Il colchico e la rosa er en italiensk stumfilm fra 1921 af Herbert Brenon.

## Medvirkende
- Mina D'Orvella
- Marie Doro
- Angelo Gallina
- Mimi
- Marcella Sabbatini
- Sandro Salvini